# Judah Friedlander
Judah Friedlander, född 16 mars 1969 i Gaithersburg, Maryland, är en amerikansk komiker, författare och skådespelare.

## Roller i urval
- 2000 – Släkten är värst
- 2001 – Zoolander
- 2002 – Showtime
- 2003 – American Splendor
- 2004 – …och så kom Polly
- 2006 – Date Movie
- 2006 – The Darwin Awards
- 2006–2013 – 30 Rock (TV-serie) (119 avsnitt)
- 2007 – Chapter 27 – Mordet på John Lennon
- 2008 – Ett UFO i New York
- 2008 – I Hate Valentine's Day
- 2008 – The Wrestler
- 2010 – Sesam (TV-serie) (2 avsnitt)
- 2011 – Rio (röst)
- 2013 – Epic – Skogens hemliga rike (röst)
- 2014 – Sharknado 2: The Second One
- 2015 – Star Wars: The Force Awakens
- 2017 – Unbreakable Kimmy Schmidt (TV-serie) (2 avsnitt)
- 2018 – The Last Sharknado: It's About Time